# Населення Еритреї
Населення Еритреї. Чисельність населення країни 2015 року становила 6,527 млн осіб (107-ме місце у світі). Чисельність еритрейців стабільно збільшується, народжуваність 2015 року становила 30 ‰ (41-ше місце у світі), смертність — 7,52 ‰ (113-те місце у світі), природний приріст — 2,25 % (36-те місце у світі) . 

## Природний рух

### Відтворення
Народжуваність в Еритреї, станом на 2015 рік, дорівнює 30 ‰ (41-ше місце у світі). Коефіцієнт потенційної народжуваності 2015 року становив 4,02 дитини на одну жінку (37-ме місце у світі). Середній вік матері при народженні першої дитини становив 21,3 року, медіанний вік для жінок — 25—29 років (оцінка на 2010 рік).
Смертність в Еритреї 2015 року становила 7,52 ‰ (113-те місце у світі).
Природний приріст населення в країні 2015 року становив 2,25 % (36-те місце у світі).
| Період (роки) | Народжуваність (осіб) | Смертність (осіб) | Річний природний рух | Коефіцієнт народжуваності (‰) | Коефіцієнт смертності (‰) | Природний рух (‰) | Коефіцієнт фертильності | Коефіцієнт дитячої смертності (на 1000 народжень) |
| ------------- | --------------------- | ----------------- | -------------------- | ----------------------------- | ------------------------- | ----------------- | ----------------------- | ------------------------------------------------- |
| 1950—1955     | 58 000                | 34 000            | 24 000               | 48,4                          | 28,0                      | 20,4              | 6,97                    | 176                                               |
| 1955—1960     | 66 000                | 35 000            | 31 000               | 49,2                          | 25,7                      | 23,4              | 6,97                    | 163                                               |
| 1960—1965     | 74 000                | 36 000            | 38 000               | 48,5                          | 23,6                      | 24,9              | 6,82                    | 151                                               |
| 1965—1970     | 83 000                | 38 000            | 45 000               | 47,6                          | 21,7                      | 25,9              | 6,70                    | 139                                               |
| 1970—1975     | 91 000                | 39 000            | 52 000               | 46,1                          | 19,7                      | 26,3              | 6,52                    | 133                                               |
| 1975—1980     | 103 000               | 43 000            | 60 000               | 45,1                          | 18,9                      | 26,2              | 6,50                    | 127                                               |
| 1980—1985     | 112 000               | 54 000            | 58 000               | 42,4                          | 20,5                      | 21,9              | 6,50                    | 116                                               |
| 1985—1990     | 123 000               | 52 000            | 71 000               | 41,1                          | 17,3                      | 23,9              | 6,31                    | 104                                               |
| 1990—1995     | 127 000               | 45 000            | 83 000               | 40,0                          | 14,1                      | 25,9              | 6,08                    | 90                                                |
| 1995—2000     | 131 000               | 38 000            | 93 000               | 38,1                          | 11,1                      | 27,0              | 5,66                    | 73                                                |
| 2000—2005     | 157 000               | 39 000            | 118 000              | 38,4                          | 9,5                       | 28,9              | 5,19                    | 62                                                |
| 2005—2010     | 183 000               | 40 000            | 143 000              | 37,5                          | 8,3                       | 29,3              | 4,68                    | 54                                                |

### Вікова структура

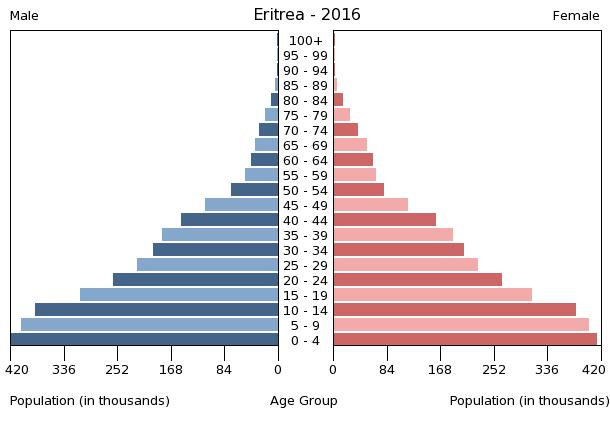
Віково-статева піраміда населення Еритреї, 2016 рік

Середній вік населення Еритреї становить 19,4 року (199-те місце у світі): для чоловіків — 19, для жінок — 19,9 року. Очікувана середня тривалість життя 2015 року становила 63,81 року (184-те місце у світі), для чоловіків — 61,65 року, для жінок — 66,03 року.
Вікова структура населення Еритреї, станом на 2015 рік, виглядає таким чином:
- діти віком до 14 років — 40,25 % (1 320 752 чоловіки, 1 306 357 жінок);
- молодь віком 15—24 роки — 20,43 % (665 900 чоловіків, 667 509 жінок);
- дорослі віком 25—54 роки — 31,86 % (1 031 391 чоловік, 1 048 303 жінки);
- особи передпохилого віку (55—64 роки) — 3,73 % (104 004 чоловіки, 139 637 жінок);
- особи похилого віку (65 років і старіші) — 3,74 % (104 513 чоловіків, 139 323 жінки)[1].

### Шлюбність— розлучуваність
Середній вік, коли чоловіки беруть перший шлюб, дорівнює 24,7 року, жінки — 17,4 року, загалом — 21,1 року (дані за 1995 рік).

## Розселення
Густота населення країни 2015 року становила 51,8 особи/км² (156-те місце у світі).

### Урбанізація
Еритрея середньоурбанізована країна. Рівень урбанізованості становить 22,6 % населення країни (станом на 2015 рік), темпи зростання частки міського населення — 5,11 % (оцінка тренду за 2010—2015 роки).
Головні міста держави: Асмера (столиця) — 804,0 тис. осіб (дані за 2015 рік).

### Міграції
Річний рівень еміграції 2015 року становив 0 ‰ (98-ме місце у світі). Цей показник не враховує різниці між законними і незаконними мігрантами, між біженцями, трудовими мігрантами та іншими.

## Расово-етнічний склад
| Етнічний склад (2010 рік) | Етнічний склад (2010 рік) | Етнічний склад (2010 рік) | Етнічний склад (2010 рік) | Етнічний склад (2010 рік) |
| ------------------------- | ------------------------- | ------------------------- | ------------------------- | ------------------------- |
| Етнос:                    |                           |                           | Відсоток:                 |                           |
| тиграї                    | тиграї                    |                           | 55%                       | 55%                       |
| тигре                     | тигре                     |                           | 30%                       | 30%                       |
| сахо                      | сахо                      |                           | 4%                        | 4%                        |
| кунама                    | кунама                    |                           | 2%                        | 2%                        |
| рашайда                   | рашайда                   |                           | 2%                        | 2%                        |
| білін                     | білін                     |                           | 2%                        | 2%                        |
| інші                      | інші                      |                           | 5%                        | 5%                        |

Еритрея — багатонаціональна країна, головні етноси країни: тиграї — 55 %, тигре — 30 %, сахо — 4 %, кунама — 2 %, рашайда — 2 %, білін — 2 %, інші (афарці, беджа, нара — 5 % населення (оціночні дані за 2010 рік).
Рашейда розселилися на узбережжі країни лише в кінці XIX століття. Афари проживають переважно вздовж узбережжя Червоного моря в звуженій південно-східній частині країни; тигринья — переважно на Еритрейському нагір'ї; тигре — на рівнинах і плато на північ від Еритрейського нагір'я; білін зосереджений в районі міста Керен; гедареб живуть на півночі та заході; кунама та нара — на західному плато між річками Текезе (Сетіт) і Гаш, причому нара тяжіють на північ; народ сахо, який веде кочовий та напівкочовий спосіб життя, населяє східну частину Еритрейського нагір'я і рівнини на південь від порту Массауа.

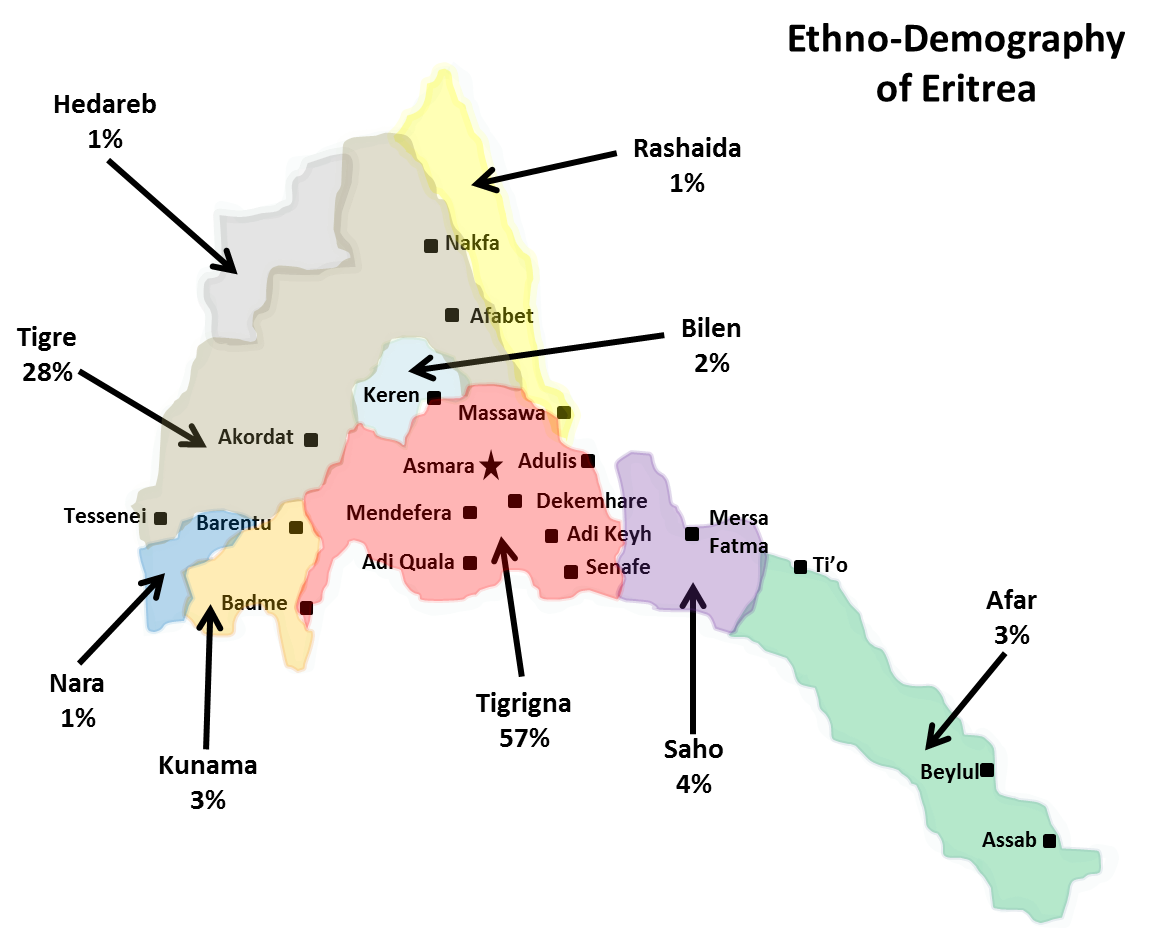
Етнічна карта Еритреї
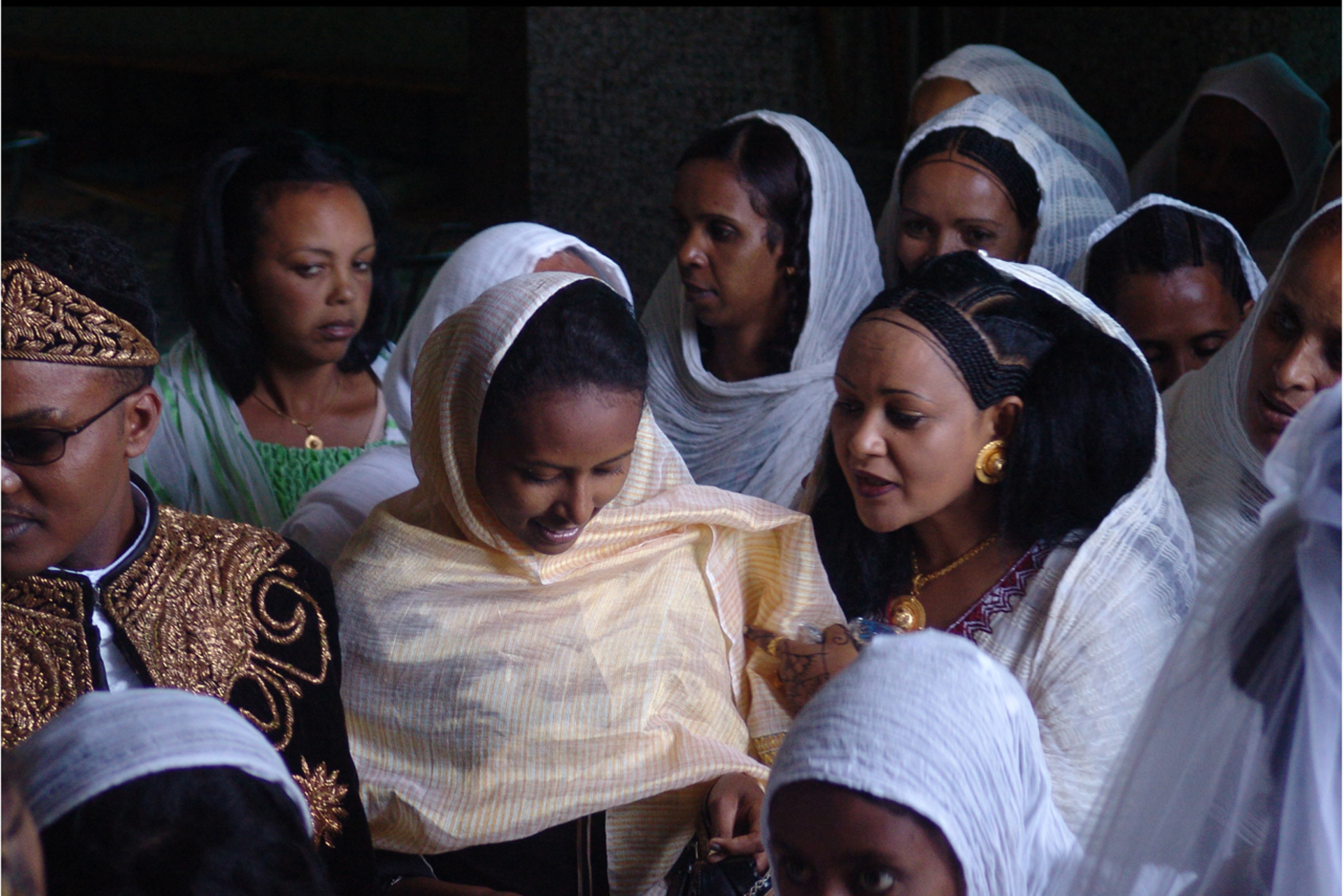
Жінки тиграй
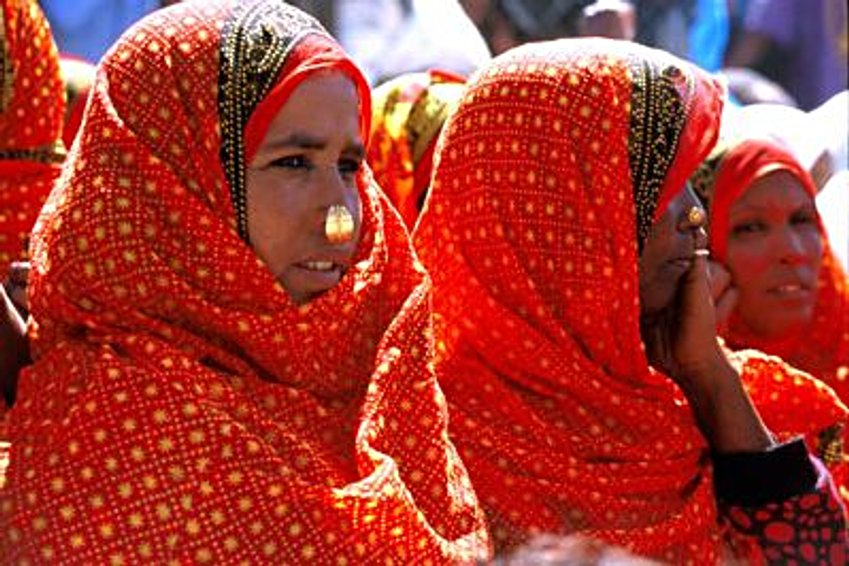
Жінки народу сахо

## Мови
| Мови Еритреї (2015 рік) | Мови Еритреї (2015 рік) | Мови Еритреї (2015 рік) | Мови Еритреї (2015 рік) | Мови Еритреї (2015 рік) |
| ----------------------- | ----------------------- | ----------------------- | ----------------------- | ----------------------- |
| Мова:                   |                         |                         | Відсоток:               |                         |
| арабська                | арабська                |                         | %                       | %                       |
| англійська              | англійська              |                         | %                       | %                       |
| тигринья                | тигринья                |                         | %                       | %                       |
| тигре                   | тигре                   |                         | %                       | %                       |
| кунама                  | кунама                  |                         | %                       | %                       |
| афарська                | афарська                |                         | %                       | %                       |
| інші кушитські мови     | інші кушитські мови     |                         | %                       | %                       |

Офіційні мови: арабська, англійська. Інші поширені мови: тигринья, тигре, кунама, афарська, інші кушитські мови.
Для міжетнічного спілкування використовують найбільш розповсюджену мову — тигринья. Усі етнічні групи розмовляють на власних мовах, окрім гедареб, які говорять на мові то-бедаує (або беджа) і рашейда, які користуються арабською. Багато еритрейців володіють двома або більше мовами. Арабську мову також знає велика кількість мусульман країни та біженців, які під час війни за незалежність Еритреї проживали в країнах Близького Сходу. Деякі жителі великих міст, а також депортовані з Ефіопії знає амхарську (офіційну ефіопську мову), італійську знає старше покоління. Тигринья й тигре, мови відповідних етносів, що разом становлять близько 85% усього населення, походять від давньоефіопської мови геез, якою нині користується Ефіопська православна церква для богослужінь (як церковнослов'янська в Російській православній церкві). В діловодстві та державних установах разом із тигринья користуються арабською та англійською. Як і в інших країнах світу, все більшу роль відіграє англійська мова, яку вивчають в школі.

## Релігії
| Релігії в Еритреї (2011 рік) | Релігії в Еритреї (2011 рік) | Релігії в Еритреї (2011 рік) | Релігії в Еритреї (2011 рік) | Релігії в Еритреї (2011 рік) |
| ---------------------------- | ---------------------------- | ---------------------------- | ---------------------------- | ---------------------------- |
| Віросповідання:              |                              |                              | Відсоток:                    |                              |
| християни                    | християни                    |                              | 50%                          | 50%                          |
| мусульмани                   | мусульмани                   |                              | 48%                          | 48%                          |
| інші                         | інші                         |                              | 2%                           | 2%                           |

Головні релігії й вірування, які сповідує, і конфесії та церковні організації, до яких відносить себе населення країни: іслам, Коптська православна церква, римо-католицтво, протестантизм. Серед населення Еритреї приблизно однакова кількість християн та мусульман. Більшість християн проживає на Еритрейському плато, мусульмани ж населяють прибережні райони, західні та східні рівнини і плато. Невелика кількість еритрейців притримується традиційних африканських вірувань.
Чисельність віруючих по кожній зобі (регіону):
| Регіон                                    | Всього населення | Християн | Мусульман | Інших |
| ----------------------------------------- | ---------------- | -------- | --------- | ----- |
| Маекел, (тигр. ዞባ ማእከል)                   | 1,053,254        | 64 %     | 35 %      | 1 %   |
| Дебуб, (тигр. ዞባ ደቡብ)                     | 1,476,765        | 63 %     | 36 %      | <1 %  |
| Гаш-Барка, (тигр. ዞባ ጋሽ ባርካ)              | 1,103,742        | 16 %     | 80 %      | 4 %   |
| Ансеба, (тигр. ዞባ ዓንሰባ)                   | 893,587          | 29 %     | 80 %      | <1 %  |
| Семіен-Кей-Бахрі, (тигр. ዞባ ሰሜናዊ ቀይሕ ባሕሪ) | 897,454          | 12 %     | 87 %      | <1 %  |
| Дебуб-Кей-Бахрі, (тигр. ዞባ ደቡባዊ ቀይሕ ባሕሪ)  | 398,073          | 24 %     | 85 %      | <1 %  |

### Християнство
Більшість християн належить до Ефіопської монофізитської православної церкви, хоча є якась частина католиків та протестантів. Християнство з'явилося на теренах Еритреї ще в IV ст. Під час війни за незалежність, багато хто звинувачував Ефіопську церкву у занадто тісних зв'язках із ефіопським урядом. Після проголошення незалежності, Еритрейська православна церква відокремилася від Ефіопської і налагодила офіційні стосунки із Коптською православною церквою Єгипту.

### Іслам
Всі еритрейські мусульмани притримуються суннітської гілки ісламу. Іслам було занесено до країни вже в VII ст., через близькість країни до місця його виникнення, не виключено, що Еритрея могла бути першою країною за межами Аравії, де з'явилися прихильники нової релігії.

## Освіта
Рівень писемності 2015 року становив 73,8 % дорослого населення (віком від 15 років): 82,4 % — серед чоловіків, 65,5 % — серед жінок.
Державні витрати на освіту становлять 2,1 % ВВП країни, станом на 2006 рік (165-те місце у світі). Середня тривалість освіти становить 5 років, для хлопців — до 6 років, для дівчат — до 4 років (станом на 2010 рік).

## Охорона здоров'я
Забезпеченість лікарняними ліжками в стаціонарах — 0,7 ліжка на 1000 мешканців (станом на 2011 рік). Загальні витрати на охорону здоров'я 2014 року становили 3,3 % ВВП країни (184-те місце у світі).
Смертність немовлят до 1 року, станом на 2015 рік, становила 37,53 ‰ (56-те місце у світі); хлопчиків — 42,59 ‰, дівчаток — 32,31 ‰. Рівень материнської смертності 2015 року становив 501 випадків на 100 тис. народжень (46-те місце у світі).
Еритрея входить до складу ряду міжнародних організацій: Дитячого фонду ООН (UNISEF) і Всесвітньої організації охорони здоров'я (WHO); очікує на визнання від Міжнародного руху (ICRM) і Міжнародної федерації товариств Червоного Хреста і Червоного Півмісяця (IFRCS).

### Захворювання
Потенційний рівень зараження інфекційними хворобами в країні високий. Найпоширеніші інфекційні захворювання: діарея, гепатит А, черевний тиф, малярія, гарячка денге (станом на 2016 рік).
2014 року зареєстровано 16,1 тис. хворих на СНІД (86-те місце в світі), це 0,68 % населення в репродуктивному віці 15—49 років (56-те місце у світі). Смертність 2014 року від цієї хвороби становила приблизно 700 осіб (78-ме місце у світі).
Частка дорослого населення з високим індексом маси тіла 2014 року становила 3,4 % (188-ме місце у світі); частка дітей віком до 5 років зі зниженою масою тіла становила 38,8 % (оцінка на 2010 рік). Ця статистика показує як власне стан харчування, так і наявну/гіпотетичну поширеність різних захворювань.

### Санітарія
Доступ до облаштованих джерел питної води 2015 року мало 73,2 % населення в містах і 53,3 % в сільській місцевості; загалом 57,8 % населення країни. Відсоток забезпеченості населення доступом до облаштованого водовідведення (каналізація, септик): в містах — 44,5 %, в сільській місцевості — 7,3 %, загалом по країні — 15,7 % (станом на 2015 рік). Споживання прісної води, станом на 2004 рік, дорівнює 0,58 км³ на рік, або 121,3 тонни на одного мешканця на рік: з яких 5 % припадає на побутові, 0 % — на промислові, 95 % — на сільськогосподарські потреби.

## Соціально-економічне становище
Співвідношення осіб, що в економічному плані залежать від інших, до осіб працездатного віку (15—64 роки) загалом становить 83,2 % (станом на 2015 рік): частка дітей — 78,4 %; частка осіб похилого віку — 4,8 %, або 20,7 потенційно працездатного на 1 пенсіонера. Загалом ці показники характеризують рівень потреби державної допомоги в секторах освіти, охорони здоров'я і пенсійного забезпечення, відповідно. За межею бідності 2004 року перебувало 50 % населення країни. Дані про розподіл доходів домогосподарств у країні відсутні.
Станом на 2013 рік, в країні 4,3 млн осіб не має доступу до електромереж; 32 % населення має доступ, у містах цей показник дорівнює 86 %, у сільській місцевості — 17 %. Рівень проникнення інтернет-технологій надзвичайно низький. Станом на липень 2015 року в країні налічувалось 71 тис. унікальних інтернет-користувачів (180-те місце у світі), що становило 1,1 % загальної кількості населення країни.

### Трудові ресурси
Загальні трудові ресурси 2015 року становили 3,263 млн осіб (101-ше місце у світі). Зайнятість економічно активного населення у господарстві країни розподіляється таким чином: аграрне, лісове і рибне господарства — 80 %; промисловість, будівництво і сфера послуг — 20 % (станом на 2004 рік). Безробіття 2013 року дорівнювало 8,6 % працездатного населення, 2012 року — 10 % (98-ме місце у світі).

## Кримінал

### Торгівля людьми
Згідно зі щорічною доповіддю про торгівлю людьми (англ. Trafficking in Persons Report) Управління з моніторингу та боротьби з торгівлею людьми Державного департаменту США, уряд Еритреї не докладає зусиль у боротьбі з явищем примусової праці, сексуальної експлуатації, незаконною торгівлею внутрішніми органами, законодавство не відповідає мінімальним вимогам американського закону 2000 року щодо захисту жертв (англ. Trafficking Victims Protection Act’s), країна перебуває у списку третього рівня.

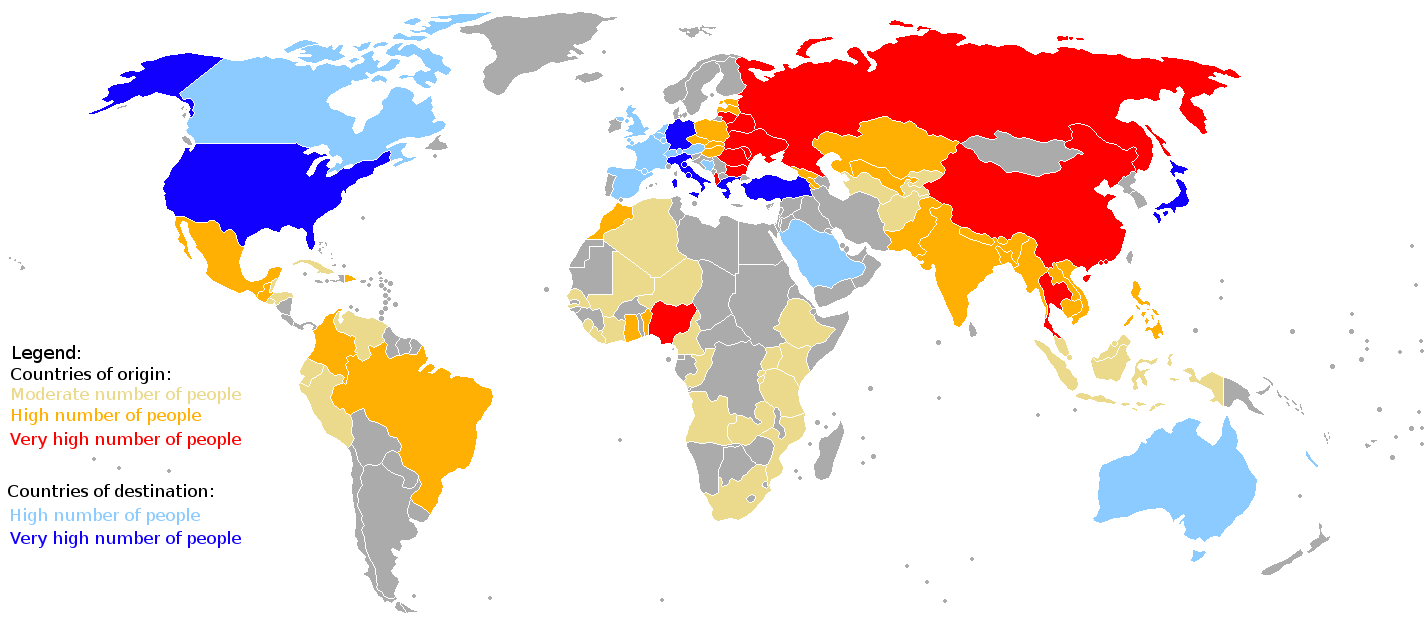
Країни-донори (червоний) і країни-реципієнти кримінальних потоків  (англ.)
Глобальна боротьба з торгівлею людьми (англ.)

## Гендерний стан
Статеве співвідношення (оцінка 2015 року):
- при народженні — 1,03 особи чоловічої статі на 1 особу жіночої;
- у віці до 14 років — 1,01 особи чоловічої статі на 1 особу жіночої;
- у віці 15—24 років — 1 особи чоловічої статі на 1 особу жіночої;
- у віці 25—54 років — 0,98 особи чоловічої статі на 1 особу жіночої;
- у віці 55—64 років — 0,75 особи чоловічої статі на 1 особу жіночої;
- у віці за 64 роки — 0,75 особи чоловічої статі на 1 особу жіночої;
- загалом — 0,98 особи чоловічої статі на 1 особу жіночої[1].

## Демографічні дослідження
Демографічні дослідження у країні ведуться рядом державних і наукових установ:

### Українською
- Атлас. 10—11 клас. Економічна і соціальна географія світу / упорядники :  О. Я. Скуратович, Н. І. Чанцева. — К. : ДНВП «Картографія», 2010. — ISBN 978-966-475-639-3.
- Атлас світу / голов. ред. І. С. Руденко ; зав. ред. В. В. Радченко ; відп. ред. О. В. Вакуленко. — К. : ДНВП «Картографія», 2005. — 336 с. — ISBN 9666315467.
- Безуглий В. В. Економічна і соціальна географія зарубіжних країн : Навчальний посібник. — К. : ВЦ «Академія», 2007. — 704 с. — ISBN 978-966-580-239-6.
- Безуглий В. В., Козинець С. В. Регіональна економічна і соціальна географія світу : Навчальний посібник. — видання 2-ге, доп., перероб. — К. : ВЦ «Академія», 2007. — 688 с. — ISBN 966-580-144-9.
- Головченко В. І., Кравчук О. Країнознавство: Азія, Африка, Латинська Америка, Австралія і Океанія. — К., 2006. — 335 с. — ISBN 966-8939-04-2.
- Гудзеляк І. І. Географія населення: Навчальний посібник / І. Гудзеляк. — Л. : Видавничий центр ЛНУ імені Івана Франка, 2008. — 232 с. — ISBN 978-966-613-599-8.
- Дахно І. І. Країни світу: Енциклопедичний довідник / І. І. Дахно, С. М. Тимофієв. — К. : Мапа, 2011. — 606 с. — (Бібліотека нового українця) — ISBN 978-966-8804-23-6.
- Дахно І. І. Економічна географія зарубіжних країн : навчальний посібник. — К. : Центр учбової літератури, 2014. — 319 с. — ISBN 978-611-01-0682-5.
- Джаман В. О. Регіональні системи розселення: демографічні аспекти. — Чернівці : Рута, 2003. — 392 с. — ISBN 9665685988.
- Дорошенко Л. С. Демографія: Навчальний посібник. — К. : МАУП, 2005. — 112 с. — ISBN 966-608-442-2.
- Дубович І. А. Країнознавчий словник-довідник. — 5-те вид., перероб. і доп. — К. : Знання, 2008. — 839 с. — ISBN 978-966-346-330-8.
- Економічна і соціальна географія країн світу. Навчальний посібник / За ред. Кузика С. П. — Л. : Світ, 2002. — 672 с. — ISBN 966-603-178-7.
- Загальна медична географія світу / В. О. Шевченко [та ін.] — К. : [б.в.], 1998. — 178 с.
- Книш М. М., Мамчур О. І. Регіональна економічна і соціальна географія світу (Латинська Америка та Карибські країни, Африка, Азія, Океанія) : навч. посіб. — Л. : ЛНУ ім. Івана Франка, 2013. — 368 с. — ISBN 978-617-10-0007-0.
- Крисаченко В. С. Динаміка населення: Популяційні, етнічні та глобальні виміри. — К. : Видавництво Національного інституту стратегічних досліджень, 2005. — 368 с. — ISBN 966-554-083-1.
- Любіцева О. О., Мезенцев К. В., Павлов С. В. Географія релігій. — К. : АртЕК, 1999. — 504 с. — ISBN 966-505-006-0.
- Масляк П. О. Країнознавство. — К. : Знання, 2007. — 292 с. — (Вища освіта XXI століття)
- Масляк П. О., Дахно І. І. Економічна і соціальна географія світу / П. О. Масляк, І. І. Дахно ; за ред. П. О. Масляка. — К. : Вежа, 2003. — 280 с. — ISBN 966-7091-53-8.

### Російською
- (рос.) Эфиопия // Демографический энциклопедический словарь / главн. ред. Валентей Д. И. — М. : Советская энциклопедия, 1985. — 608 с.
- (рос.) Эфиопия // Африка: энциклопедический справочник [в 2-х тт.] / гл. ред. А. А. Громыко. — М. : Советская энциклопедия, 1987. — Т. 2. — 671 с.
- (рос.) Страны и народы. Африка. Восточная и Южная Африка / Редкол. : М. Б. Горнунг, Г. Б. Старушенко (отв. ред.) и др. — М. : «Мысль», 1981. — 269 с. — (Страны и народы) — 180 тис. прим.
- (рос.) Атлас народов мира / Отв. ред. С. И. Брук и В. С. Апенченко. — М. : ГУГК ГГК СССР и Институт этнографии им. Н. Н. Миклухо-Маклая АН СССР, 1964. — 185 с. — 20 тис. прим.
- (рос.) Численность и расселение народов мира. Этнографические очерки / под ред. С. И. Брука. — М. : Издательство АН СССР, 1962. — 487 с.
- (рос.) Лаппо Г. М. География городов: Учебное пособие для географических факультетов вузов. — М. : Туманит, изд. центр ВЛАДОС, 1997. — 476 с. — ISBN 5-691-00047-0.
- (рос.) Ягельский А. География населения. — М. : Прогресс, 1980. — 383 с.